# Сан Марино на Европском првенству у атлетици у дворани 2021.
Сан Марино је учествовао на 36. Европском првенству у дворани 2021 који се одржао у Торуњу, Пољска, од 4. до 7. марта. Ово је четрнаестo европско првенство у атлетици у дворани од 1987. када Сан Марино први пут учествовао. Репрезентацију Сан Марина представљао је један спортиста који се такмичио у трци на 60 метара.

## Учесници
Мушкарци:
- Франческо Сансовино — 60 м

## Резултати

### Мушкарци
| Атлетичар           | Дисциплина | Лични рекорд | Квалификације | Квалификације | Полуфинале           | Полуфинале           | Финале               | Финале       | Детаљи |
| Атлетичар           | Дисциплина | Лични рекорд | Резултат      | Место         | Резултат             | Место                | Резултат             | Место        | Детаљи |
| ------------------- | ---------- | ------------ | ------------- | ------------- | -------------------- | -------------------- | -------------------- | ------------ | ------ |
| Франческо Сансовино | 60 м       | 6,83         | 6,92          | 8. у гр. 8    | није се квалификовао | није се квалификовао | није се квалификовао | 62 / 63 (64) |        |